# 牧场物语 (游戏)
《牧场物语》是一款由Amccus公司制作、Pack-In-Video发行的农村模拟类电子游戏。本游戏為牧场物语系列首作，最初于1996年8月9日在日本地区超级任天堂发行。
《牧场物语》主要叙述一个年轻的男孩经营一个农场。
《牧场物语》收到多数正面评价。GameRankings给予本游戏73%的分数。